# HB Køge
HB Køge – duński klub piłkarski grający obecnie w 1. division, mający siedzibę w mieście Køge, leżącym w aglomeracji Kopenhagi.

## Historia
W marcu 2009 roku dwie drużyny występujące w 1. division Herfølge BK oraz bankrutujący Køge BK zdecydowały o połączeniu się. Oficjalnie fuzja weszła w życie 1 lipca 2009 roku. Dzięki zajęciu 1. miejsca przez Herfølge w drugiej lidze, HB Køge od 2009 roku występowało w Superligaen. Po rocznym pobycie w najwyższej klasie rozgrywkowej, drużyna powróciła do 1. division. W sezonie 2011/12 drużyna ponownie grała w Superligaen, jednak po roku znowu wróciła do 1. division, w której gra do dziś (stan na 2023).

## Obecny skład
Stan na 13 września 2023
| Nr | Poz. | Piłkarz               |
| -- | ---- | --------------------- |
| 1  | BR   | Sebastian John        |
| 2  | OB   | Marcus Mustac Gudmann |
| 3  | OB   | Frederik Bay          |
| 4  | OB   | Nemanja Cavnić        |
| 5  | OB   | Casper Gedsted        |
| 6  | PO   | Janus Seehusen        |
| 7  | PO   | Mike Jensen (kapitan) |
| 8  | PO   | William Madsen        |
| 9  | NA   | Youssef Dhaflaoui     |
| 10 | NA   | Christian Tue Jensen  |
| 11 | NA   | Joachim Rothmann      |
| 12 | BR   | Berkant Bayrak        |

| Nr | Poz. | Piłkarz          |
| -- | ---- | ---------------- |
| 13 | OB   | Sebastian Larsen |
| 14 | NA   | Jubril Adedeji   |
| 15 | OB   | Efe Bayrak       |
| 16 | OB   | Silas Hald       |
| 17 | NA   | Basem Alkhoudari |
| 18 | OB   | Yahiye Shirzai   |
| 19 | NA   | Erkan Semovski   |
| 20 | PO   | Tobias Pedersen  |
| 21 | PO   | Niklas Jakobsen  |
| 24 | PO   | Casper Jørgensen |
| 25 | OB   | Vinicius Faloni  |

### Zawodnicy wypożyczeni do innych klubów[3]
| Nr | Poz. | Piłkarz                                           |
| -- | ---- | ------------------------------------------------- |
|    | NA   | Effiong Nsungusi (w FK Atyrau do 31 grudnia 2023) |